# 敦煌路街道
敦煌路街道，是中华人民共和国甘肃省兰州市七里河区下辖的一个乡镇级行政单位。

## 行政区划
敦煌路街道下辖以下地区：
金港城社区、郑家庄社区、轴承厂社区、长征厂社区、任家庄社区、兰石厂社区、柳家营社区和西津西路社区。